# 林剑华 (1959年)

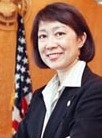
林剑华

林剑华（Carol Lam，1959年6月26日—），前美国加州南区联邦檢察官，以侦办前国会众议员康寧漢受贿案著名。因与美国其它地区8位联邦檢察官在2006年底前后被美国司法部要求辞职，美国国会为此展开了调查。目前在高通公司任职。